# Phacelia hirsuta
Phacelia hirsuta är en strävbladig växtart som beskrevs av Thomas Nuttall. Phacelia hirsuta ingår i Faceliasläktet som ingår i familjen strävbladiga växter. Inga underarter finns listade i Catalogue of Life.